# علي وزير
محمد علي وزير (بالباشتوية / بالأردية: محمد علي وزیر) سياسي باكستاني وعضو في المجلس الوطني الباكستاني منذ أغسطس 2018. وهو زعيم حركة بشتون تحفظ.

## حياته السياسية
ترشح علي وزير لمقعد المجلس الوطني الباكستاني كمرشح مستقل في الانتخابات العامة الباكستانية لعام 2008 لكنه لم ينجح. وحصل على 3294 صوتًا وخسر المقعد أمام عبد المالك وزير. ثم ترشح لمقعد المجلس الوطني الباكستاني كمرشح مستقل في عام 2013 لكنه لم ينجح. حصل على 7641 صوتًا وخسر المقعد أمام غالب خان. في عام 2018 أصبح أحد قادة حركة بشتون تحفظ التي ظهرت بعد القتل خارج نطاق القضاء لنقيب الله محسود.
عرض عليه عمران خان تذكرة حركة الإنصاف الباكستانية لخوض الانتخابات العامة لعام 2018 من دائرته الانتخابية، لكنه رفض، وقرر عمران خان عدم تقديم مرشح ضده. وانتخب في المجلس الوطني الباكستاني كمرشح مستقل في الانتخابات العامة لعام 2018. حصل على 23,530 صوتًا.